# Ga Sinimun
Ga Sinimun là ga trên Tàu điện ngầm Seoul tuyến 1 giữa Đại học Ngoại ngữ Hàn Quốc và ngã tư lớn ở Seokgye.

## Bố trí ga
| ↑ Seokgye                  |
| \| ２                      |
| Đại học Ngoại ngữ Hankuk ↓ |

| 1 | ●Tuyến 1 | ← Hướng đi Đại học Kwangwoon · Uijeongbu · Yangju · Yeoncheon |
| 2 | ●Tuyến 1 | → Hướng đi Hoegi · Incheon · Sinchang · Seodongtan →          |